# Antoni Ptak
Antoni Ptak (ur. 12 czerwca 1952 w Piotrkowie Trybunalskim) – polski przedsiębiorca i działacz piłkarski.

## Życiorys
Karierę w biznesie rozpoczynał od branży ogrodniczej, później prowadził ogólnopolską sieć hurtowni spożywczych i tytoniowych. Od stycznia 1993 tworzył Centrum Handlowe Ptak w Rzgowie. Ponadto jest właścicielem firmy dziewiarskiej Rekord z Jędrzejowa oraz spółki Elmet z Gdańska zajmującej się wynajmem pomieszczeń i handlem oraz firmy marketingowej w Niemczech. Laureat tytułu „Biznesmen Roku 1995” przyznawanego przez kapitułę Polish Business Club. Kilkukrotnie uwzględniony na Liście najbogatszych Polaków tygodnika Wprost (najwyższa pozycja – 10. w 2014, najniższa – 70. w 2013). W 2006 uhonorowany został tytułem „Honorowego Obywatela Gminy Rzgów”.
W świecie polskiej piłki nożnej pojawił się w 1995 roku po zainwestowaniu wraz z bratem Edwardem w ŁKS Łódź, który przekształcił w SPN ŁKS-Ptak Sportową Spółkę Akcyjną (istniała do 7 lutego 2001), z którym w sezonie 1997/1998 zdobył mistrzostwo kraju i z którego wycofał się w połowie sezonu 2000/01 po spadku do II ligi. W Łodzi stworzył także szkółkę piłkarską, w której szkolili się młodzi piłkarze z Brazylii, Nigerii i Polski. W latach 1998–2000 był głównym sponsorem II ligowej wówczas Lechii/Polonii Gdańsk, a także w latach 1998-lipiec 2003 Piotrcovii-Ptak SSA (od września 2002 pod nazwą Piotrcovia Piotrków Trybunalski SSA) w sezonie 2002/03 grającej również w II lidze.
8 lipca przeniósł do Szczecina swój klub piłkarski z Piotrkowa i zmienił jego nazwę na Pogoń Szczecin. Za pośrednictwem gdańskiej spółki El-Met kontrolował większościowy pakiet akcji SSA Morski Klub Sportowy Pogoń Szczecin i przez długi czas był przewodniczącym jej Rady Nadzorczej. Do Antoniego Ptaka należy również Centrum Piłkarskie Ptak w Gutowie Małym, gdzie od marca do września 2006 i ponownie od marca do maja 2007 roku zakwaterowana była drużyna Pogoni.
W 2000 roku mieszkał wraz z rodziną w Miami na Florydzie. W 2006 roku po raz kolejny opuścił kraj i przeniósł się wraz z rodziną do Brazylii skąd kieruje swoimi przedsiębiorstwami w Polsce. W tym samym roku uruchomił w Jacareí pod São Paulo Centrum Piłkarskie Ptak (Centro de Futebol Europeu „Ptak”) przeznaczone dla młodych piłkarzy brazylijskich, których przygotowuje do gry w europejskich klubach.
Jest właścicielem zamku w Turenii, domu na południu Francji i willi w Polsce. Pochodzi z wielodzietnej rodziny – ma siostrę i dwóch braci (jeden z nich, Edward w latach 2005–2006 był właścicielem większościowego pakietu akcji sekcji piłkarskiej Śląska Wrocław, którą odkupił od wrocławskiego posła PO Grzegorza Schetyny; drugi – Jacek jest prezesem spółki „Ptak Media” działającej głównie na terenie Centrum Handlowego „Ptak” w Rzgowie). W 2015 otworzył w Nadarzynie centrum targowo-kongresowe Ptak Warsaw Expo.

## Miejsce na Liście Forbes
- 2016 – 9. miejsce (1500 mln zł)
- 2015 – 11. miejsce (1950 mln zł)[2]
- 2014 – 10. miejsce (1900 mln zł)

## Miejsce naliście najbogatszych Polaków Wprost[3]
- 2019 – 10. miejsce (3100 mln zł)
- 2018 – 9. miejsce (3100 mln zł)
- 2017 – 9. miejsce (3000 mln zł)
- 2016 – 6. miejsce (3000 mln zł)
- 2015 – 11. miejsce (2640 mln zł)
- 2014 – 10. miejsce (2590 mln zł)
- 2013 – 70. miejsce (400 mln zł)
- 1999 – 43. miejsce
- 1998 – 31. miejsce
- 1997 – 27. miejsce
- 1996 – 27. miejsce
- 1995 – 33. miejsce

## Nagrody
- 2014: Srebrny Krzyż Zasługi za działalność na rzecz społeczności lokalnej[4]
- 2006: tytuł honorowego obywatela gminy Rzgów
- 2005: nagroda „Gazela Biznesu” – przyznawana przez dziennik ekonomiczny Puls Biznesu – dla Centrum Handlowego „Ptak”[5]
- 1995: tytuł „Businessmana Roku 1995” przyznany przez kapitułę Polish Business Club

## Kontrowersje
Niejednokrotnie był krytykowany za działalność w świecie piłkarskim. Znane polskie kluby, których był sponsorem, po jego wycofaniu się przeżywały kryzys. Lechia Gdańsk zaczynała grę od VI ligi, ŁKS Łódź po zdobyciu mistrzostwa Polski wkrótce spadł do II ligi, Piotrcovia czy Pogoń Szczecin także skończyły w niższych ligach. Również pomysły, aby w Szczecinie zespół składał się w ogromnej większości z piłkarzy z Brazylii nie spotkał się z aprobatą środowiska piłkarskiego, dodatkowo zespół spadł z Ekstraklasy. Krytycy zwracają uwagę także na zgodne z prawem, choć trudne do zaakceptowania dla kibiców fuzje oraz zmiany nazw klubów i miast, z których kluby te pochodzą – przykładem mogą być próby przeniesienia Pogoni Szczecin do innych miast (Ptak był jej właścicielem do lipca 2007).

## Rodzina
Dwukrotnie żonaty. Z pierwszego małżeństwa (owdowiał w 1987) ma dwóch synów: Dawida (ur. 1980) – menedżera piłkarskiego, ostatnio zamieszkałego w Brazylii i Alberta (ur. 1985). W 1990 ożenił się ponownie, z żoną Agnieszką ma czworo dzieci: Annę (ur. 1991), Katarzynę, Antoniego Jr. i Antonię.